# Alive in Athens (DVD)
Alive in Athens (DVD) je videoalbum sastava Iced Earth. Ovaj DVD se sastoji od spotova s nastupa uživo u Ateni 1999.g. Također postoji i cjelokupne snimke svih pjesama koje su mogu naći na trodjelnom albumu Alive In Athens...

## Popis Spotova
- 01. Intro
- 02. Burning Times
- 03. Vengeance is Mine
- 04. Dark Saga
- 05. Last Laugh
- 06. Cast in Stone
- 07. Last December
- 08. Pure Evil
- 09. Desert Rain
- 10. Dante's Inferno
- 11. The Hunter
- 12. Melancholgy (Holy Martyr)
- 13. Angels Holocaust
- 14. Night of the Stormrider
- 15. The Path I Choose
- 16. Watching Over Me
- 17. Diary
- 18. Blessed Are You
- 19. When the Night Falls
- 20. My Own Savior
- 21. Travel in Stygian
- 22. Violate
- 23. Stand Alone
- 24. Brainwashed
- 25. Disciples of the Lie
- 26. I Died For You
- 27. Prophecy
- 28. Birth of the Wicked
- 29. The Coming Curse
- 30. Epilogue

## Postava
- Jon Schaffer - ritam gitara, prateći vokal
- Matt Barlow - glavni vokal
- James MacDonough - bas-gitara
- Larry Tarnowski - glavna gitara
- Brent Smedley - bubnjevi